# Залешаны (Клещеле)
Залешаны (пол. Zaleszany, бел. Залешаны) — деревня в гмине Клещеле Хайнувском повете Подляского воеводства, Польша. В 1975-98 годах входила в Белостокское воеводство.
Большинство населения — православные белорусы, говорящие на подляшском диалекте, прихожане Польской православной церкви.

## История
29 января на деревню напали бандиты под командованием Ромуальда Райса по кличке «Бурый». Они убили 16 местных жителей, включая женщин и детей. Деревня была подожжена. Жителей согнали в один из домов и подожгли, однако большинству из них удалось сбежать. Ежегодно 29 января в Залешанах проходит панихида и поминальная служба о трагических событиях 1946 года.
В 2013 году одному из прихожан местного монастыря Великомученицы Екатерины было видение Богородицы, которая повелела ему написать икону, известную ныне как Залешанская. На иконе изображена Матерь Божья в окружении семи ангелов, а в нижних углах изображён горящий дом и трое детей в огне — память о событиях 1946 года.

## Достопримечательности
- В селе с 2007 года действует православный женский монастырь св. Великомученицы Екатерины[2]